# Bảo tàng Thánh Maximilian Kolbe "There was a Man"
Bảo tàng Thánh Maximilian Kolbe "There was a Man" (tiếng Ba Lan: Muzeum w. Maksymiliana "Był człowiek") - là một bảo tàng, nằm trong tu viện Niepokalanów ở Ba Lan. Dành riêng để nói về đời sống và công việc của Cha Maximilian Kolbe, hoạt động truyền giáo của Niepokalanów và các phái bộ truyền giáo trên khắp thế giới.

## Thành lập bảo tàng
Bảo tàng nằm trong một trong những tòa nhà cũ thuộc Niepokalanów, nơi trước đây từng là một tiệm giặt ủi và xưởng mộc. Triển lãm kéo dài với ba gian phòng, được tạo ra bởi các nhân viên của Bảo tàng thị trấn Ooianice. Bây giờ, nó đã mở cửa cho khách truy cập mỗi ngày từ 8,00 đến 18:00.
Vào ngày 6 tháng 8 năm 1998, hai phần của bảo tàng đã được mở cửa cho công chúng và được Đức Hồng y Józef Glemp mở ra, người bày tỏ hy vọng rằng triển lãm mới sẽ là một giáo lý tốt, cho khách tham quan một con đường ngắn nhất đến với Chúa. Một tháng sau, vào ngày 20 tháng 9 năm 1998, bảo tàng được mở rộng và một gian thứ ba (nhà truyền giáo) được mở ra bởi giám mục Franciscan Jan Wilk, làm việc trong sứ mệnh Brazil.

## Triển lãm
Trong gian đầu tiên, du khách được chào đón bởi bức tượng Thánh Maximilian, được làm bằng đồng của nhà điêu khắc người Ý, Roberto Joppolo của Viterbo. Bức tượng đã được Đức Giáo hoàng John Paul II ban phước vào tháng 10 năm 1982 trong lễ phong thánh cho Thánh Maximilian Kolbe.
Trong phần thứ hai, du khách có thể xem những bức ảnh và triển lãm trước chiến tranh với những lời giải thích liên quan đến cuộc sống và hoạt động của người sáng lập Niepokalanów - St. Maximilian - từ khi còn nhỏ, qua tuổi trẻ, học tập, nhiệm vụ Nhật Bản cho đến khi xây dựng một tu viện xuất bản lớn, được gọi là Niepokalanów. Phòng thứ ba giới thiệu bộ sưu tập từ các phái bộ Franciscan trên thế giới, chủ yếu được cung cấp bởi các nhà truyền giáo làm việc tại Nhật Bản, Brazil, Zambia, Peru, Kenya hoặc Tanzania.
Có một số mảnh đặc biệt trong bộ sưu tập này: - một bức chân dung của Thánh Maximilian được làm từ tem bưu chính; - cá piranha khô và da rắn kỳ lạ; - một hình ảnh của Mẹ Thiên Chúa dệt từ hạt ngũ cốc.

## Hình ảnh

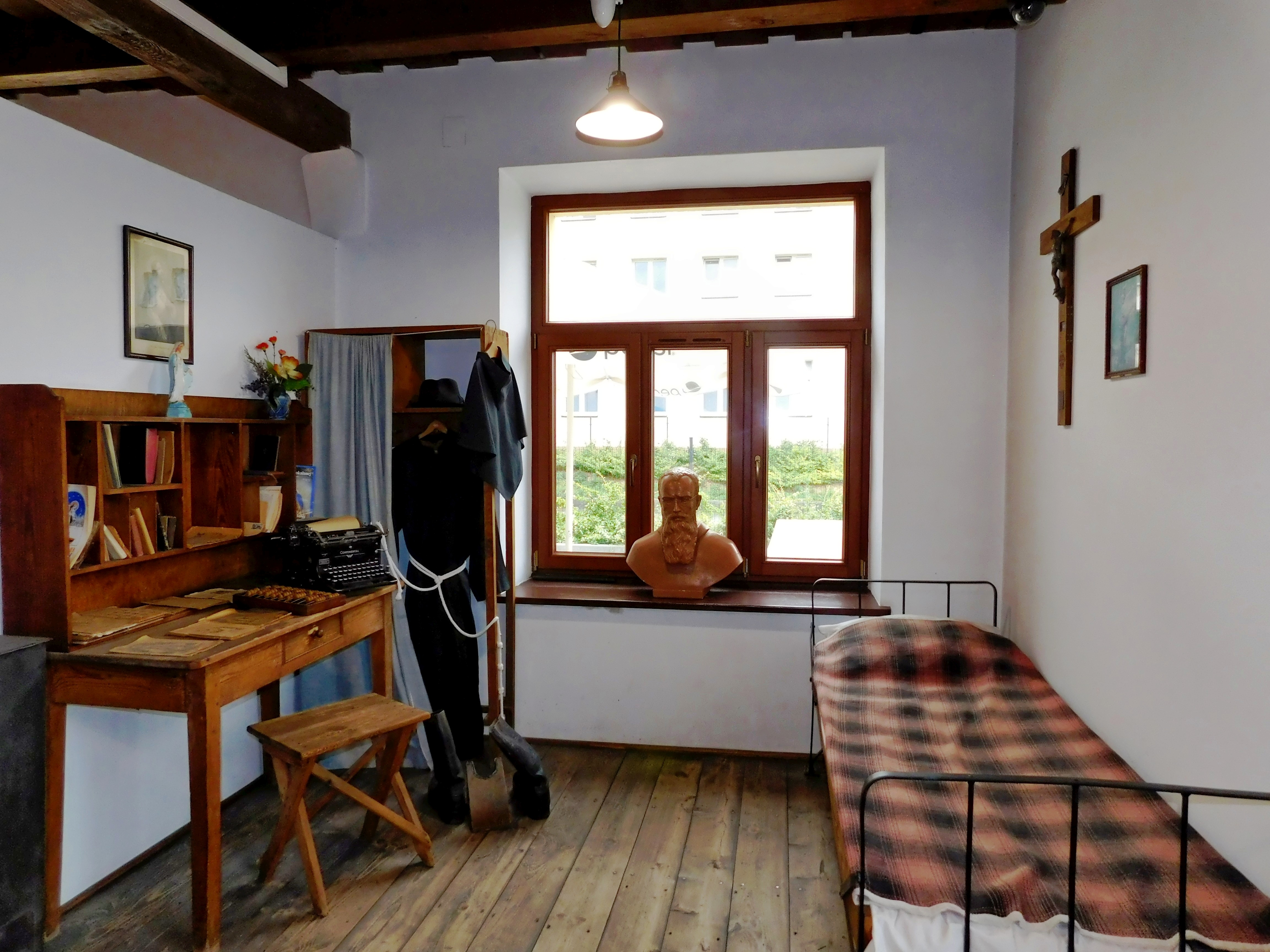
Phòng của St Maximilian (bản sao trong bảo tàng)
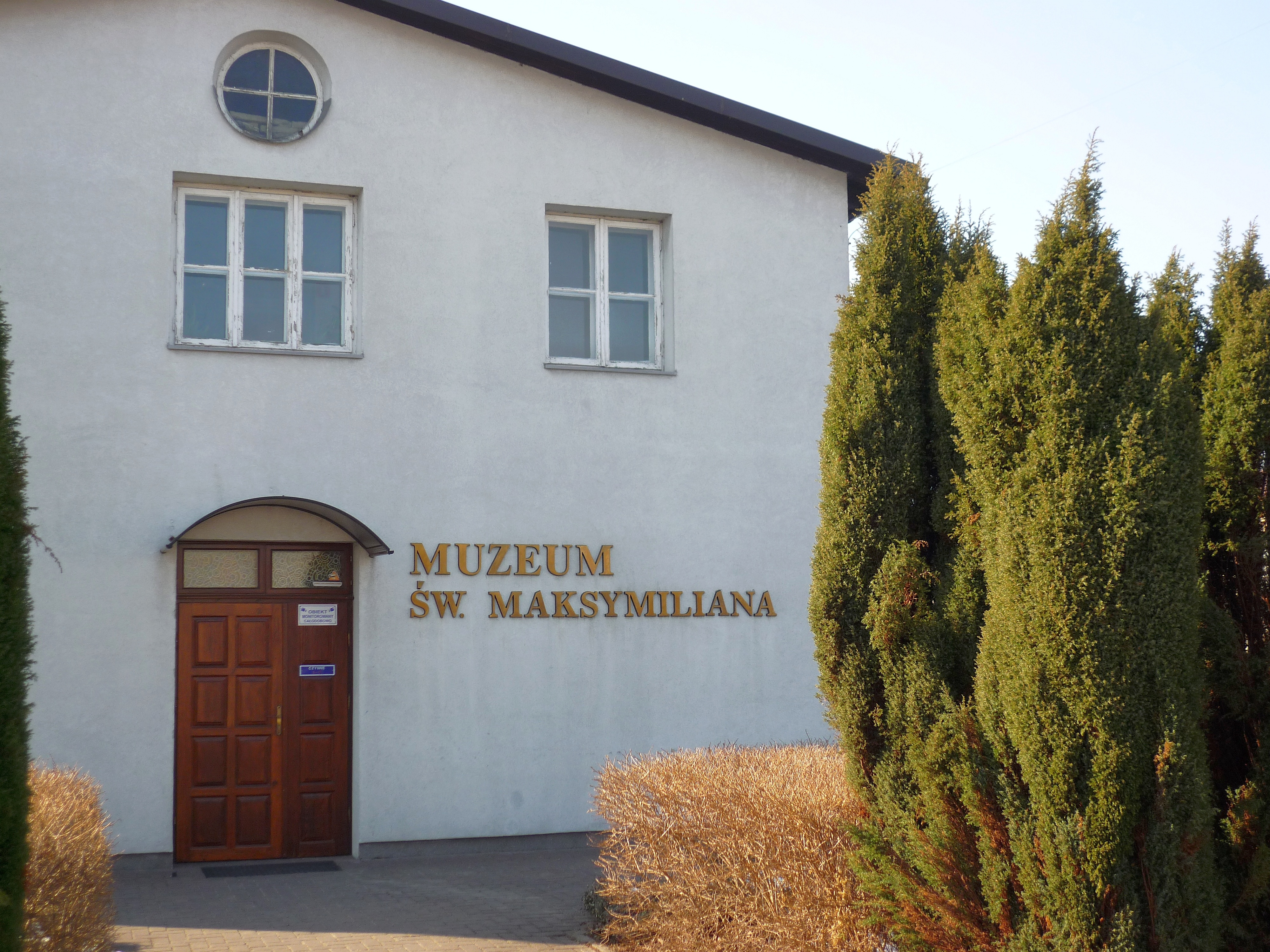
Lối vào chính của bảo tàng
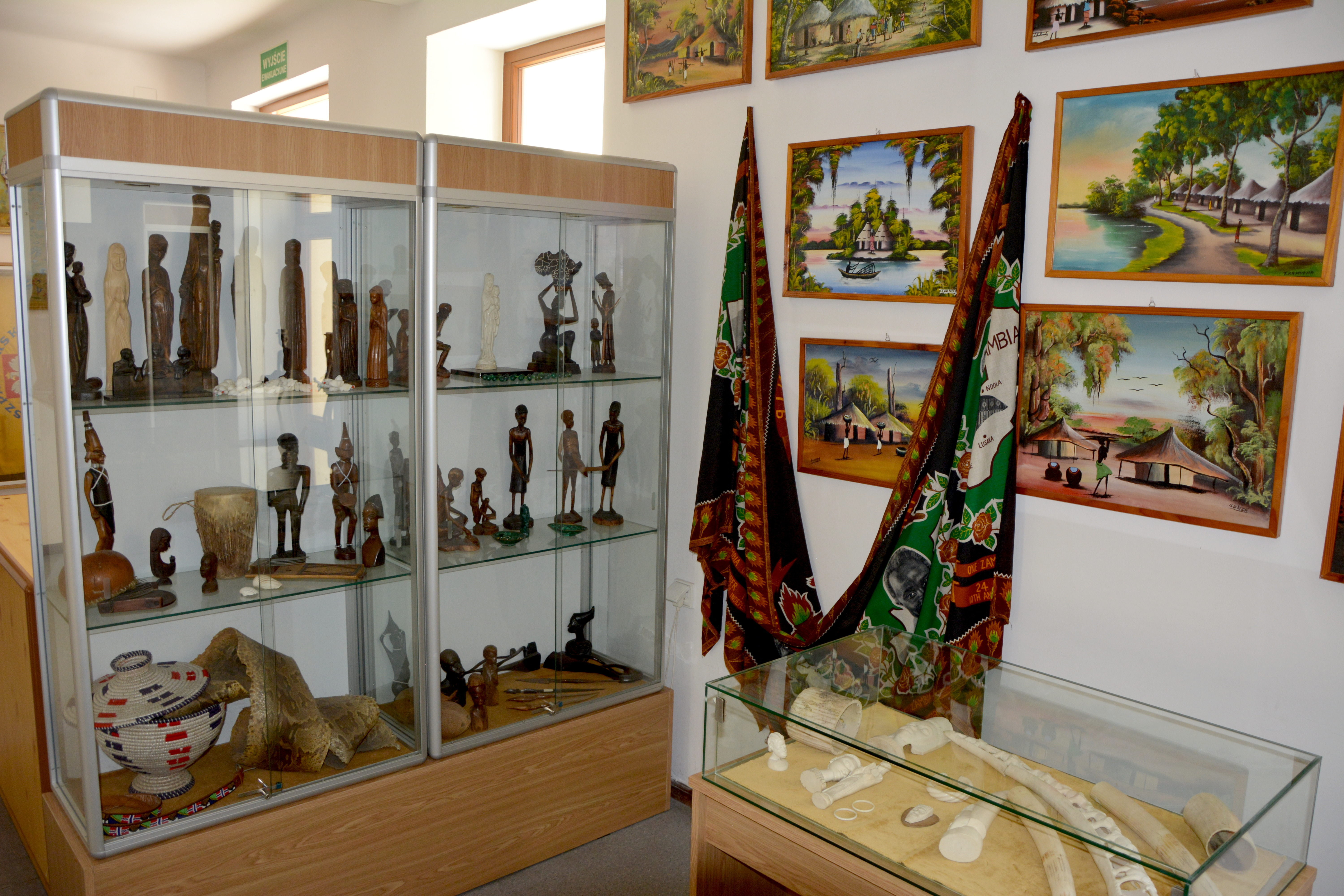
Khoang chứa bộ sưu tập châu Phi
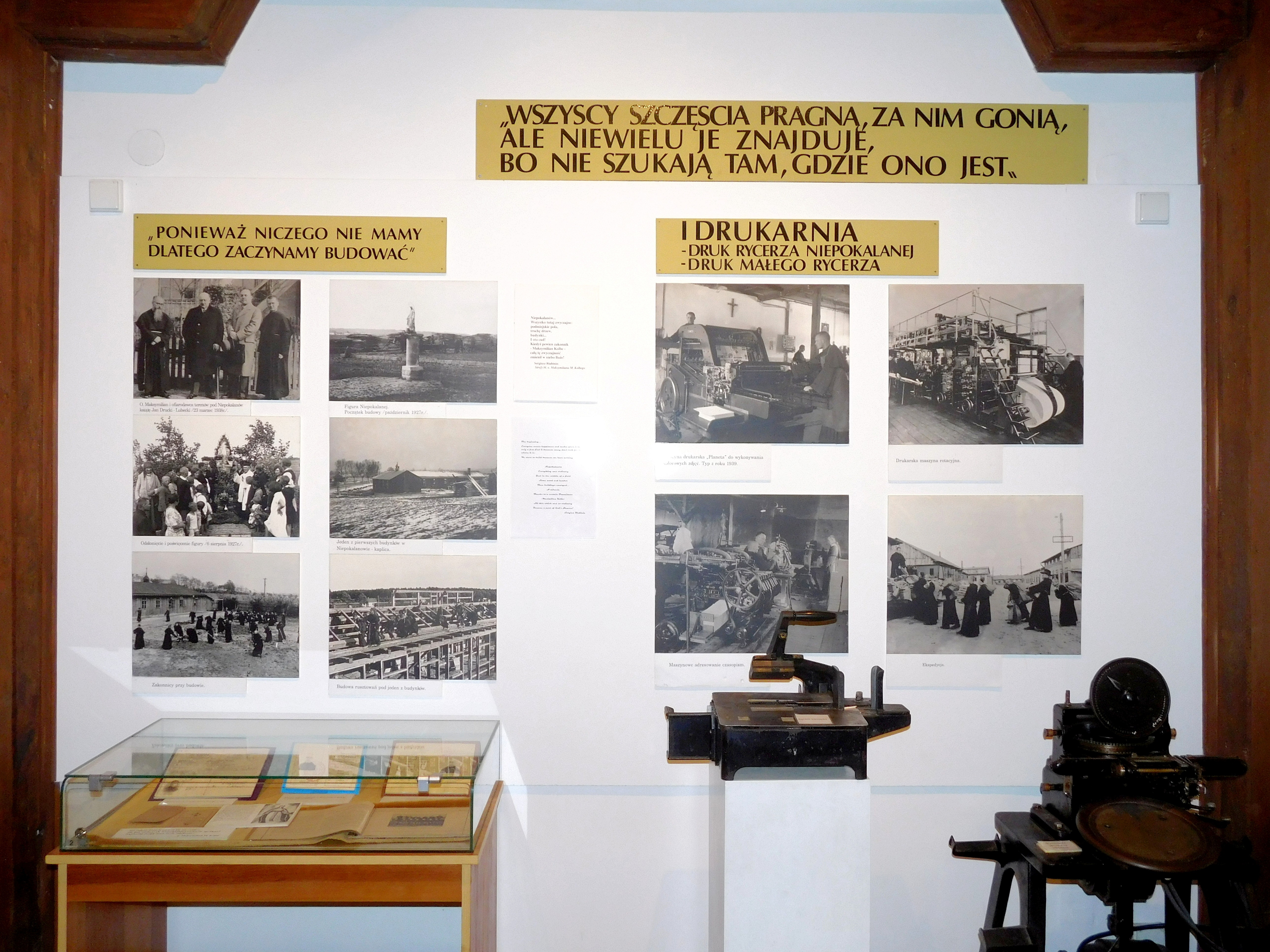
Sự khởi đầu của tu viện (ảnh)